# 대모달
대모달(大模達)은 고구려의 무관직(武官職)의 하나이다. 막하라수지(莫何邏繡支)라고도 하고 대당주(大幢主)라고도 하였다. 

## 개요
《신당서》 동이고려열전 및 《한원》(翰苑)에는 당(唐)의 위장군(衛將軍, '위'라는 군단 조직 단위의 수장)과 같다고 되어 있다. 조의두대형(皂衣頭大兄) 이상의 관등을 가진 자들만이 임명되었으며, 바로 아래에 당주(幢主)로도 불린 말객(末客)을 거느렸다.
당의 위장군과 비견된 것으로 보아 주로 수도의 방위를 담당했던 중앙군의 지휘관으로 짐작되고 있으며, 대당주라는 호칭을 통해 휘하에 당(幢)이라는 부대를 다수 거느리고 있었던 것으로 보인다. 한편 막하라수지라는 별칭으로 인해 막리지와 동일한 관직이라고 보는 경우도 있다. 
훗날 옛 고구려령으로 신라에 편입된 한산주 지역의 호족 평산 박씨의 시조 박지윤(직윤)도 스스로를 대모달(大毛達)이라 칭했다.

## 같이 보기
- 말객